# Дієцезія Градець-Кралове
50°12′31″ пн. ш. 15°49′50″ сх. д. / 50.2087° пн. ш. 15.83065° сх. д.

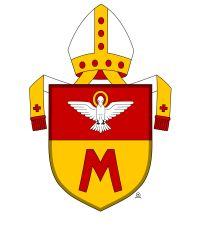
Герб Градецької Краловецької єпархії

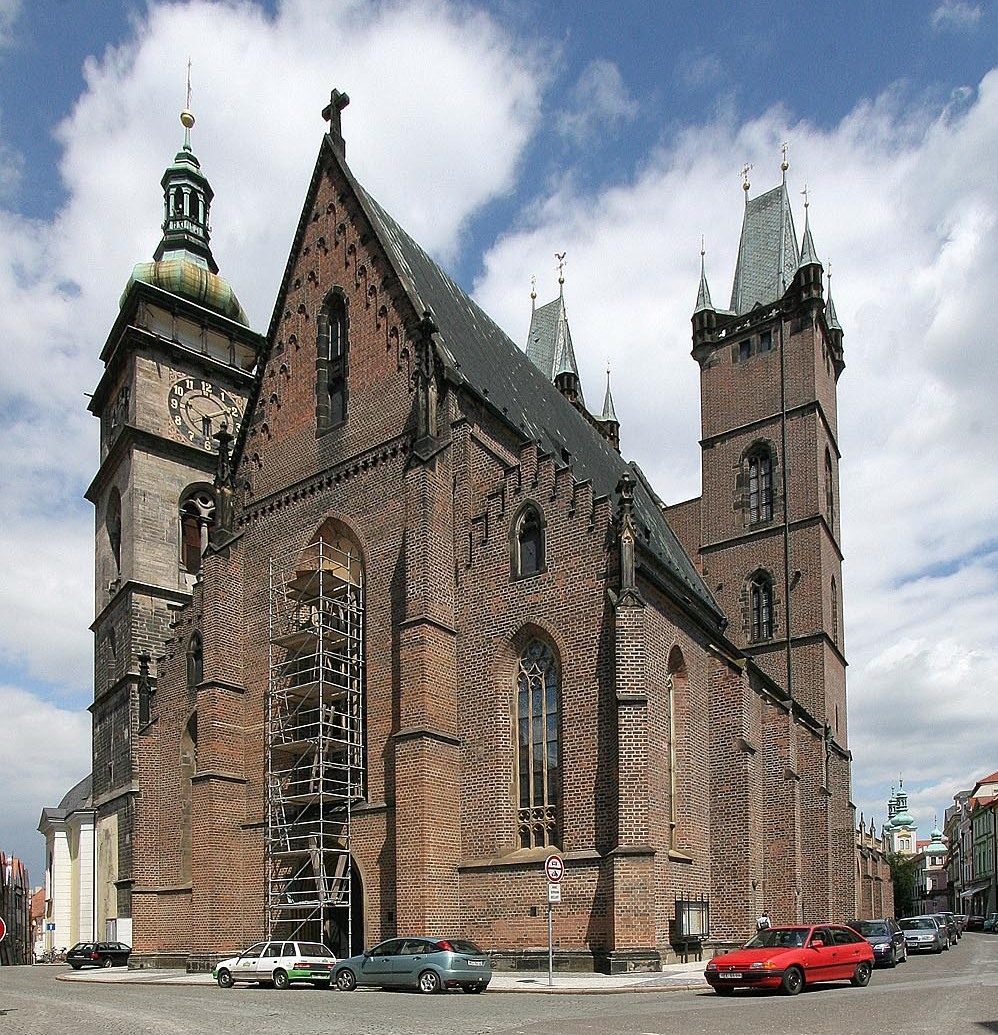
Собор Святого Духа в Градеці-Кралове

Градецька дієцезія (лат.: Dioecesis Riginae Gradecensis, частина : Diecéze královéhradecká) — римсько-католицька чеська дієцезія, розташована в північній частині країни, що охоплює територію таких країв: Краловоградецький, Пардубицький та частини Центральної Чехії та Височини. Місце перебування єпископа — у соборі Святого Духа в Градеці-Кралове. Дієцезія Градець-Кралове входить у склад митрополії Праги. Кафедральним собором дієцезії Градець-Кралове є собор Святого Духа.

## Історія
Східна Чехія потрапила під вплив християнства ще в ранньому середньовіччі. З X століття вони були частиною Празької єпархії. З часом Градець-Кралове стало місцем проживання одного з архідияконів. У XIV столітті східна Чехія стала частиною новоствореної литовської єпархії, яка, припинила своє існування після закінчення гуситських воєн.
Створення нової єпархії в цій частині Чехії було одним з головних зусиль австрійської королівської сім'ї відновити католицизм Богемії після Тридцятилітньої війни. Заснування нового єпископату суттєво затягнулось через відсутність належного фінансування. Зрештою, кошти для цієї мети були надані графинею Евсебією Анною фон Гаррах та імператором Леопольдом I Габсбургом, які пожертвували для цього доходи від видобутку солі.
10 листопада 1664 р. Папа Олександр VII збудував єпархію Градець- Кралове за папською буллою Universas Super, піднявши церкву Святого Духа до рангу собору. Спочатку єпархія складалася із 129 парафій, які були відокремлені від Празької архиєпархії. А у 1783 р. імператор Йосиф I Габсбург розширив кордон єпархії до південних графств, збільшивши кількість парафій до 141.

Після закінчення Другої світової війни священики та єпископи переслідувались комуністичною владою в Чехословаччині, які фактично тривали до її падіння в 1990 році. У 2002 році Градець- Кралове відвідав Папа Римський Іоанн Павло ІІ під час паломництва до Чехії.

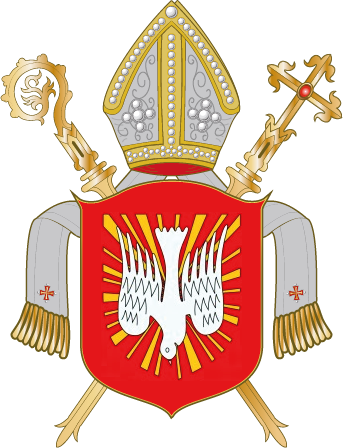
герб єпархії у 1664–1946 роках
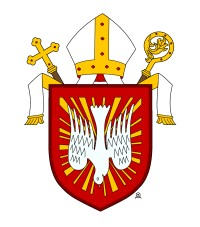
герб єпархії у 1946–2014 роках

## Список єпископів єпархії
- Маттеус Фердинанд Собек фон Біленберг (10.11.1664 — 10.06.1668);
- Ян Бедржих фон Вальдштейн (16.06.1668 — 6.05.1675);
- Йоганн Франц Крістоф фон Тальмберг (15.01.1676 — 3.04.1698);
- Богумир Капун з Свойкова (23.09.1698 — 18.09.1701);
- Тобіас Йоганнес Беккер (24.11.1701 — 11.09.1710);
- Ян Адам Вратіслав з Митровиці (12.11.1710 — 9.01.1721);
- Венцель Франц Карл Кошинський (9.01.1721 — 26.03.1731);
- Моріц Адольф Карл фон Захсен-Зейтц (8.10.1731 — 4.07.1733);
- Ян Йозеф Вратіслав з Митровиці (6.07.1733 — 11.09.1753);
- Антонін Петро Пржіховскій (29.09.1753 — 26.10.1763);
- Германн Ганнібал фон Блюмеген (5.11.1763 — 17.10.1774);
- Йоганн Андреас Кайзер (14.05.1775 — 5.05.1776);
- Йозеф Адам Арко (15.07.1776 — 1.01.1780);
- Йоганн Леопольд фон Гау (29.07.1780 — 1.06.1794);
- Марія-Таддеус фон Трауттмансдорф-Вінсберг (1 липня 1795 — 26 листопада 1811);
  - вакантне (1811—1815);
- Алоїз Йозеф Краківський фон Коловрат (15.03.1815 — 28.02.1831);
- Карел Боромейскій Ганл з Кірхтреу (24.02.1832 — 1874);
- Йозеф Ян Гайс (5.07.1875 — 27.10.1892);
- Едуард Ян Бриник (19.01.1893 — 20.11.1902);
- Йозеф Діброва (22.06.1903 — 22.02.1921);
- Карел Кашпар (13.06.1921 — 22.10.1931);
- Моржіц Піха (22.10.1931 — 12.11.1956);
  - вакантне (1956—1989);
- Карел Отценашек (21.12.1989 — 6.06.1998);
- Домінік Дука (6.06.1998 — 13.02.2010);
- Ян Вокал (3.03.2011 -).

- Звичайний — єпископ Ян Вокал
- Єпископ- помічник — єпископ Йозеф Кайнек

## Адміністративний поділ
Єпархія Градца в даний час складається з 350 парафій, згрупованих в 14 благочинь: Гавлічкув Брод, Краловоградецький, Гумполец, Хрудимськ, Йічин, Jilemnice, Kutnohorsko-Poděbradský, Литомишль, Наход, Пардубицький, Рихнов, Трутнов, Устіте над Орлиця і Замберк.

## Основні храми
- Собор Святого Духа в Градець-Кралове
- Св. Барбари у Кутній Горі
- Собор Успіння Пресвятої Богородиці в Кутній Горі

## Меценати
- вул. Іоанна Непомука (1350—1393) — сповідник Софії, дружина чеського короля Вацлава IV
- вул. Климент (помер близько 100 р.) — Папа Римський у 88–97 рр.